# Esserval-Tartre
Esserval-Tartre település Franciaországban, Jura megyében. Lakosainak száma 132 fő (2022. január 1.). Esserval-Tartre Boujailles, Censeau, Chapois, Cuvier, Plénise, Supt és Mièges községekkel határos.

## Népesség
A település népességének változása:
| Lakosok száma | 110  | 101  | 85   | 78   | 112  | 115  | 119  | 122  | 122  | 132  |
|               | 1968 | 1982 | 1990 | 2006 | 2013 | 2015 | 2017 | 2019 | 2020 | 2022 |